# Chiesa di San Pietro (Zoagli)
La chiesa di San Pietro è un luogo di culto cattolico situato nella frazione di San Pietro di Rovereto, in via San Pietro, nel comune di Zoagli, nella città metropolitana di Genova. La chiesa è sede della parrocchia omonima del vicariato di Rapallo-Santa Margherita Ligure della diocesi di Chiavari.

## Storia

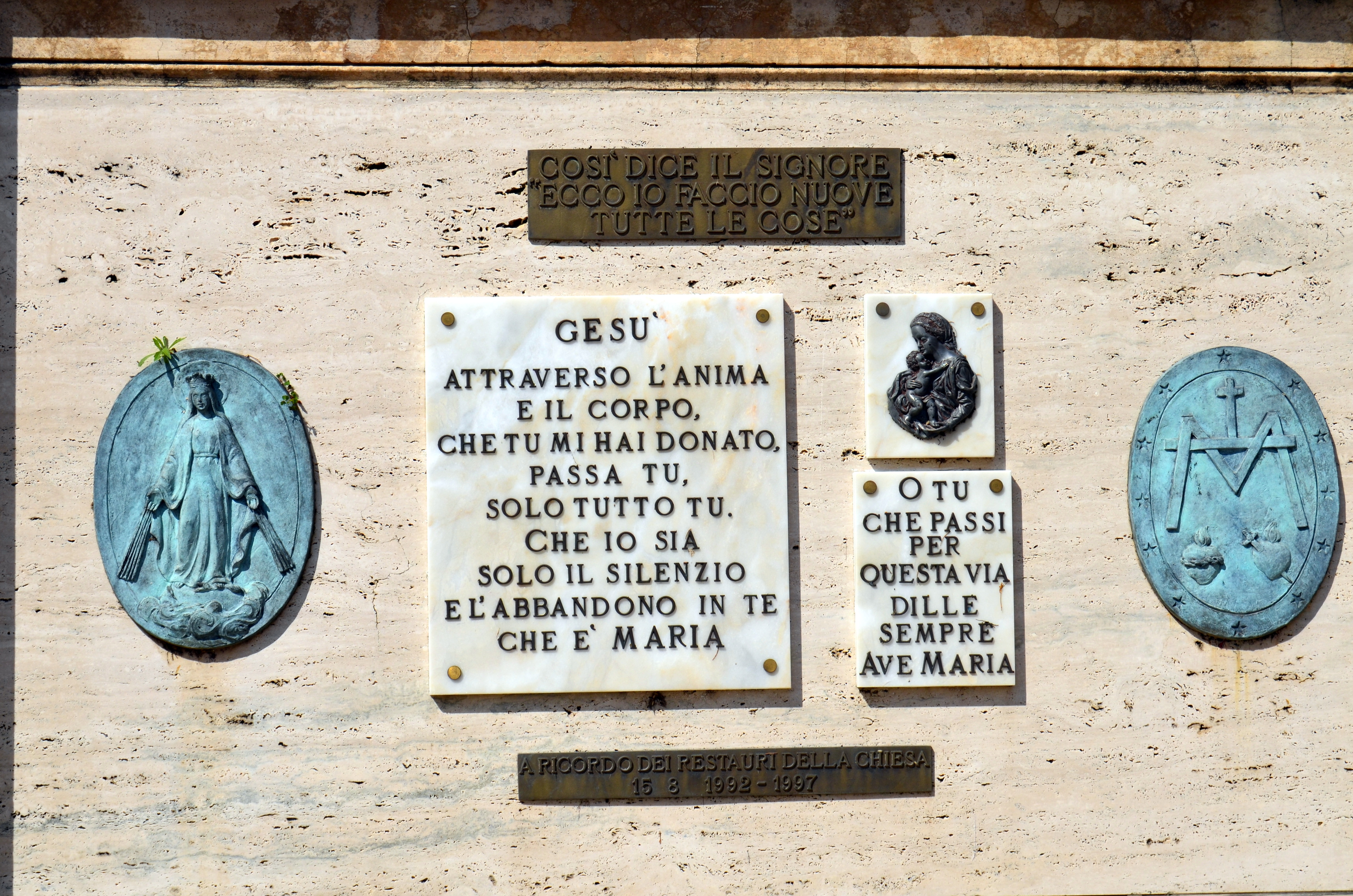
Targhe e lapidi presso la chiesa

Sita nella frazione di San Pietro di Rovereto, sorge nell'antico tracciato della Via Romana. Secondo un documento notarile, citante le proprietà terriere delle chiese genovesi nella zona del Tigullio, viene citato nel 984 un primitivo luogo di culto - Sancti Petri - che, dopo varie supposizioni in favore della locale chiesa, citerebbe in realtà la chiesa genovese di San Pietro e non un ipotetico edificio nella zona di Rovereto.
La chiesa potrebbe comunque essere stata edificata intorno al XII secolo o XIII secolo in quanto se ne fa menzione in un documento del 1197, dove viene citato un certo prete Vassallo di Rovereto, e più specificatamente nel 1213 in un lascito testamentario - ecclesie sancti petri de rovoreto... - che ne testimonia la prima documentazione scritta. Dalla metà del Duecento la comunità viene assoggettata alle dipendenze della chiesa dei Santi Gervasio e Protasio di Rapallo.
Venne parzialmente ricostruita nel 1425 e successivamente fortificata a causa delle frequenti invasioni piratesche nel Cinquecento. Ulteriori modifiche furono compiute sul finire del XVII secolo, la prima pietra fu posta il 5 agosto del 1698, e ancora intorno al XVIII secolo modificando la struttura nell'attuale stile barocco.
Nei secoli la comunità parrocchiale di San Pietro di Rovereto fu anche unita alla comunità di Sant'Andrea di Rovereto, odierna frazione di Chiavari, come attestano documenti del XIV secolo dove, nel 1351, a seguito di una pestilenza che colpì la zona nel 1348, le due chiese furono guidate anche dallo stesso rettore. Nonostante "un'unione spirituale" le due località seguirono invece distinte giurisdizioni territoriali: la prima all'interno del Capitaneato di Rapallo e la seconda in quello chiavarese.
La situazione rimase immutata fino al XVIII secolo quando, con decreto arcivescovile di monsignor Giuseppe Maria Saporiti, le due comunità parrocchiali, oramai dilaniate da piccole rivalità campanilistiche, furono nuovamente separate dal 5 luglio del 1763; nello stesso decreto fu anche eletta al titolo di Arcipretura.

## Descrizione

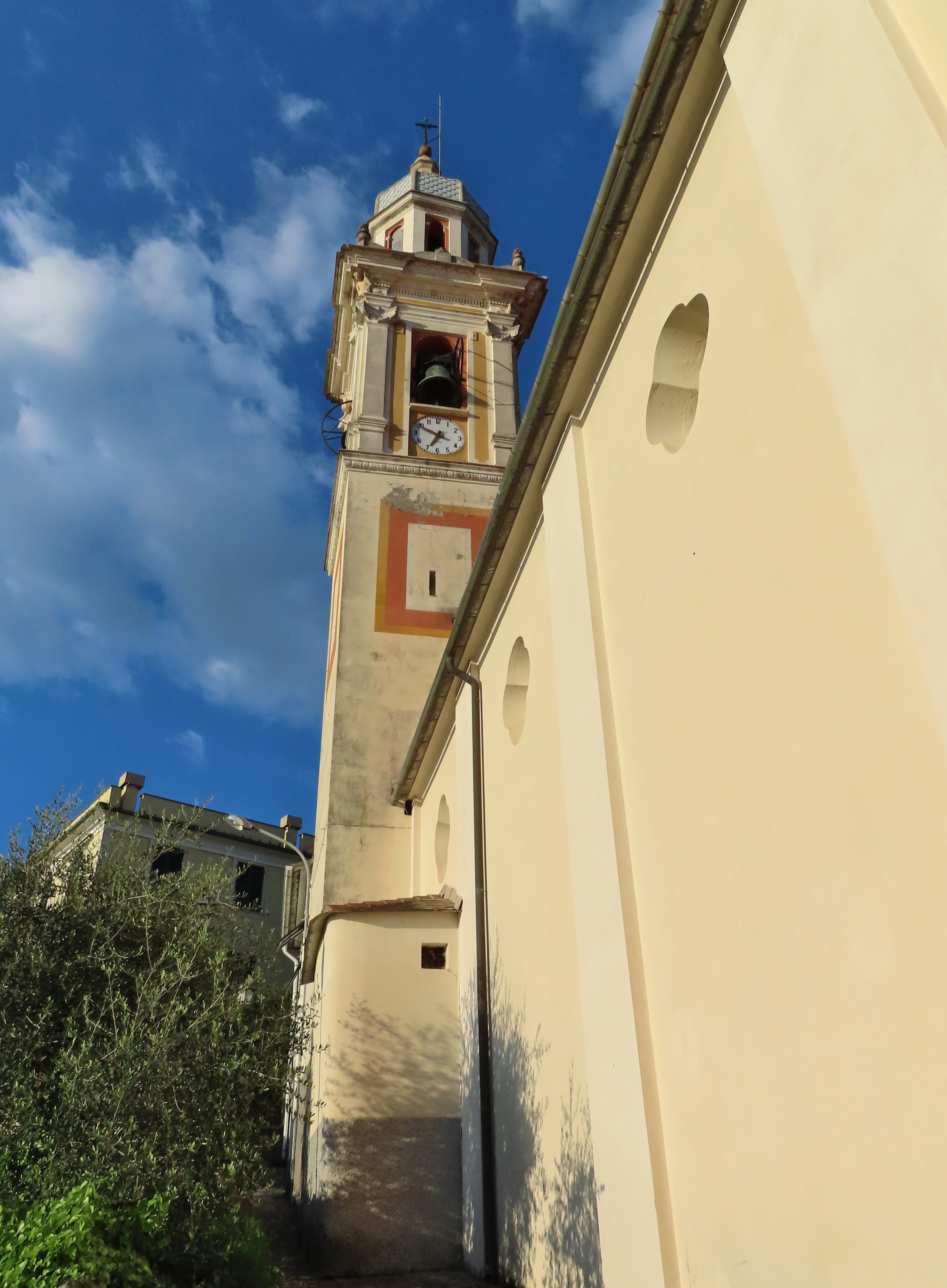
Campanile

Nelle nicchie della facciata sono presenti due statue raffiguranti i santi Pietro e Paolo, mentre sopra l'ingresso principale è raffigurato in un rilievo in stucco la figura di san Giovannino.
All'interno è conservata un'urna cineraria marmorea romana, ritrovata nelle vicinanze della chiesa, dove sorgeva un castrum romano, e risalente alla metà del I secolo; come afferma un'iscrizione avrebbe contenuto le ceneri di un tesserato della corte del pretore Urano.
Nel coro era inoltre conservato un trittico del pittore Teramo Piaggio raffigurante San Pietro benedicente e i santi Giovanni Battista e Andrea databile al XVI secolo; il paesaggio marino, presente sullo sfondo del quadro, ritrae il golfo del Tigullio.
Il campanile è ripartito in tre ordini con cupola rivestita in piastre d'ardesia ed è dotato di 8 campane in tonalità RE Maggiore.